# لوکا لومباردی (بازیکن فوتبال)
لوکا لومباردی (انگلیسی: Luca Lombardi؛ زادهٔ ۶ دسامبر ۲۰۰۲) بازیکن فوتبال است.